# Haplophthalmus montivagus
Haplophthalmus montivagus is een pissebed uit de familie Trichoniscidae. De wetenschappelijke naam van de soort is voor het eerst geldig gepubliceerd in 1940 door Verhoeff.